# VORTAC

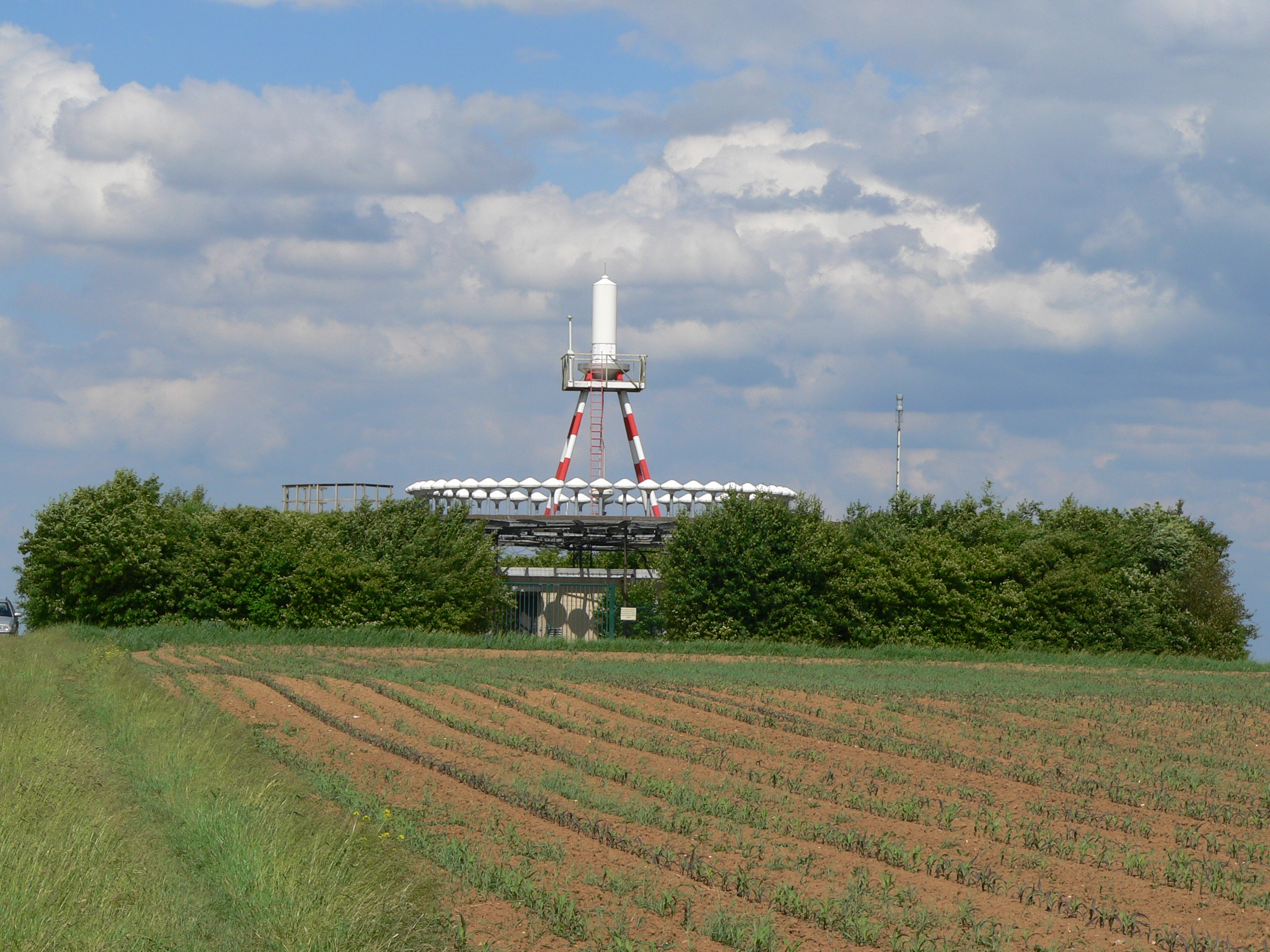
VORTAC TGO (TANGO, Germania) vicino Aichtal e Neckartailfingen in Germania.

Pittogramma del VORTAC utilizzato sulle carte aeronautiche

Il VORTAC è un sistema di radionavigazione per aeromobili militari statunitensi e di alcune nazioni della NATO. Consiste in un radiofaro che unisce le caratteristiche di un VOR insieme a quelle di un TACAN. L'acronimo è formato appunto da VOR e da TACtical Air Navigation, sistema tattico di navigazione aerea.